# نویل فرانسیس مات
نویل فرانسیس مات (انگلیسی: Nevill Francis Mott، زاده ۳۰ سپتامبر سال ۱۹۰۵ - درگذشته ۸ اوت ۱۹۹۶) فیزیک‌دان انگلیسی بود؛ که به همراه جان هاسبروک وان ولک و فیلیپ وارن اندرسن در سال ۱۹۷۷ برای کارهای انجام گرفته در زمینهٔ سیستم‌های مغناطیسی و سیستم‌های نامنظم موفق به دریافت جایزه نوبل فیزیک شدند.

## تحصیلات و سال‌های نوجوانی
مات در لیدز در خانواده چارلز فرانسیس مات و لیلیان مری رینولدز، نوه سر جان ریچاردسون، و نوه سر جان هنری پلی، بارونت اول، متولد شد.  خانم رینولدز فارغ التحصیل ریاضیات تریپو کمبریج بود و در کمبریج بهترین ریاضیدان زن سال خود بود.  پدر و مادرش در آزمایشگاه کاوندیش ملاقات کردند، زمانی که هر دو درگیر تحقیقات فیزیک زیر نظر جوزف جان تامسون بودند.
نویل ابتدا در دهکده گیگلزویک، در وست رایدینگ یورکشایر، جایی که پدرش استاد ارشد علوم در مدرسه گیگلزویک بود و  مادرش نیز در مدرسه ریاضیات تدریس می کرد، بزرگ شد. خانواده (به دلیل شغل پدرش) ابتدا به استافوردشایر، سپس به چستر و در نهایت لیورپول نقل مکان کردند، جایی که پدرش به عنوان مدیر آموزش منصوب شد.  مات در ابتدا توسط مادرش در خانه آموزش دید.  در سن ده سالگی، تحصیلات رسمی را در کالج کلیفتون در بریستول آغاز کرد و پس از آن در کالج سنت جان، کمبریج تحصیل کرد، جایی که او ریاضیات تریپو را با نظارت رالف اچ فاولر خواند.